# 2-氯-5-硝基吡啶
2-氯-5-硝基吡啶是一种有机氯化合物，化学式为C5H3ClN2O2。它可由6-甲氧基-3-硝基吡啶和三氯氧磷在二甲基甲酰胺中反应制得；或由2-氨基-5-硝基吡啶重氮化后和氯化亚铜反应得到。它和苯硼酸在四(三苯基膦)钯催化下反应，可以得到5-硝基-2-苯基吡啶。